# Cape Girardeau
Cape Girardeau és una població dels Estats Units a l'estat de Missouri. Segons el cens del 2008 tenia 37.370 habitants.

## Demografia
Segons el cens del 2000, Cape Girardeau tenia 35.349 habitants, 14.380 habitatges, i 8.297 famílies. La densitat de població era de 562,4 habitants per km².
Dels 14.380 habitatges en un 25,7% hi vivien nens de menys de 18 anys, en un 43,8% hi vivien parelles casades, en un 10,9% dones solteres, i en un 42,3% no eren unitats familiars. En el 33,6% dels habitatges hi vivien persones soles l'11,5% de les quals corresponia a persones de 65 anys o més que vivien soles. El nombre mitjà de persones vivint en cada habitatge era de 2,24 i el nombre mitjà de persones que vivien en cada família era de 2,9.
Per edats la població es repartia de la següent manera: un 20,5% tenia menys de 18 anys, un 18,4% entre 18 i 24, un 25,6% entre 25 i 44, un 19,9% de 45 a 60 i un 15,5% 65 anys o més.
L'edat mitjana era de 34 anys. Per cada 100 dones de 18 o més anys hi havia 86,9 homes.
La renda mitjana per habitatge era de 32.452 $ i la renda mitjana per família de 43.917 $. Els homes tenien una renda mitjana de 31.575 $ mentre que les dones 21.392 $. La renda per capita de la població era de 18.918 $. Entorn del 8,5% de les famílies i el 15,2% de la població estaven per davall del llindar de pobresa.

## Poblacions més properes
El següent diagrama mostra les poblacions més properes.